# Сусоно
Сусоно (яп. 裾野市 Сусоно-си) — город в Японии, находящийся в префектуре Сидзуока. Площадь города составляет 138,17 км², население — 53 372 человека (1 августа 2014), плотность населения — 386,28 чел./км².

## Географическое положение
Город расположен на острове Хонсю в префектуре Сидзуока региона Тюбу. С ним граничат города Мисима, Готемба, Фудзи и посёлки Нагаидзуми, Хаконе.

## Население
Население города составляет 53 372 человека (1 августа 2014), а плотность — 386,28 чел./км². Изменение численности населения с 1980 по 2005 годы:
| 1980 | 41 025 чел. |  |
| 1985 | 45 149 чел. |  |
| 1990 | 49 039 чел. |  |
| 1995 | 49 729 чел. |  |
| 2000 | 52 682 чел. |  |
| 2005 | 53 062 чел. |  |

## Символика
Деревом города считается криптомерия, цветком — рододендрон, птицей — Cettia diphone.